# Kąkolewo (Leszno)
Pour les articles homonymes, voir Kąkolewo.
Kąkolewo (prononciation : [kɔnkɔˈlɛvɔ]) est un village polonais de la gmina d'Osieczna dans le powiat de Leszno de la voïvodie de Grande-Pologne dans le centre-ouest de la Pologne.
Il se situe à environ 5 kilomètres au sud d'Osieczna (siège de la gmina), à 10 kilomètres à l'est de Leszno (siège du powiat) et à 61 kilomètres au sud de Poznań (capitale régionale).
Le village possédait une population de 2 535 habitants en 2008.

## Histoire
De 1975 à 1998, le village faisait partie du territoire de la voïvodie de Leszno.

Depuis 1999, Kąkolewo est situé dans la voïvodie de Grande-Pologne.